# Lý Đức Lâm
Lý Đức Lâm (tiếng Trung: 李德林; bính âm: Li Delin; 531 – 591), tự Công Phụ, thụy là Văn, người An Bình, Bác Lăng (nay thuộc huyện Ích Đô, tỉnh Sơn Đông), là nhà sử học kiêm quan lại cuối thời Bắc triều, đầu thời Tùy, là cha của sử gia Lý Bách Dược.

## Tiểu sử
Ông nội là Lý Thọ, quan Hồ Châu hộ Tào tòng sự, cha là Lý Kính Tộc, làm quan được phong làm Trấn Viễn Tướng quân, Đức Lâm từ nhỏ thông minh, năm mười lăm tuổi có thể đọc thuộc lòng ngũ kinh, lớn lên, đối với người nhà thì hiếu thuận, giỏi viết văn chương, thông thạo cả cổ văn và thuyết âm dương của bách gia chư tử.
Năm Thiên Bảo thứ 8 nhà Bắc Tề (năm 557) thi đậu Tú tài, được Ngụy Thâu tiến cử lên triều đình giữ chức Thông trực tán kỵ thị lang, làm quan tới Trung thư thị lang, về sau được Vũ Đế nhà Bắc Chu diệt Bắc Tề, nghe danh tiếng của ông mà bổ nhiệm làm Nội sử thượng sĩ. Thời Tùy, Văn Đế cử ông giữ chức Nội sử lệnh, sau khi Tùy bình định nhà Trần xong, phong ông làm Trụ quốc, được giữ tước Quận công, về sau bị giáng chức xuống làm Thứ sử Hoài Châu.
Tác phẩm của ông để lại bao gồm bộ sưu tập văn chương 80 quyển hiện vẫn còn tồn tại, như Lý Hoài Châu tập 1 quyển, Hán Ngụy Lục triều nhất bách tam gia tập (sưu tầm), lúc còn sống, ông từng đảm nhiệm việc biên soạn quốc sử, có ý định biên soạn sách sử về Bắc Tề nhưng được một nửa thì lâm bệnh nặng, mất năm 591, thọ 60 tuổi, con là Lý Bách Dược, tiếp tục kế thừa di nguyện của cha để lại, mà biên soạn hoàn chỉnh bộ chính sử Bắc Tề thư. 